# بياح
البَيَّاح أو البُورِي (الاسم العلمي: Mugil)، جنس أسماك بحرية من فصيلة البياحيات، توجد أنواعه في جميع بحار العالم الاستوائية والمعتدلة الساحلية، ولكنها تدخل أيضًا في المصبات والأنهار.

## الأنواع
من أنواع هذا الجنس
- بوري الرأس المفلطح